# Abd Rabbuh Mansur Hadi

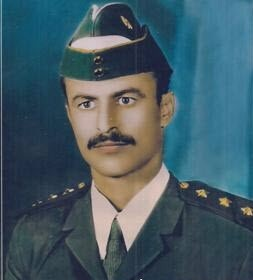
Młody Abd Rabbuh Mansur Hadi w służbie wojskowej Jemenu Południowego

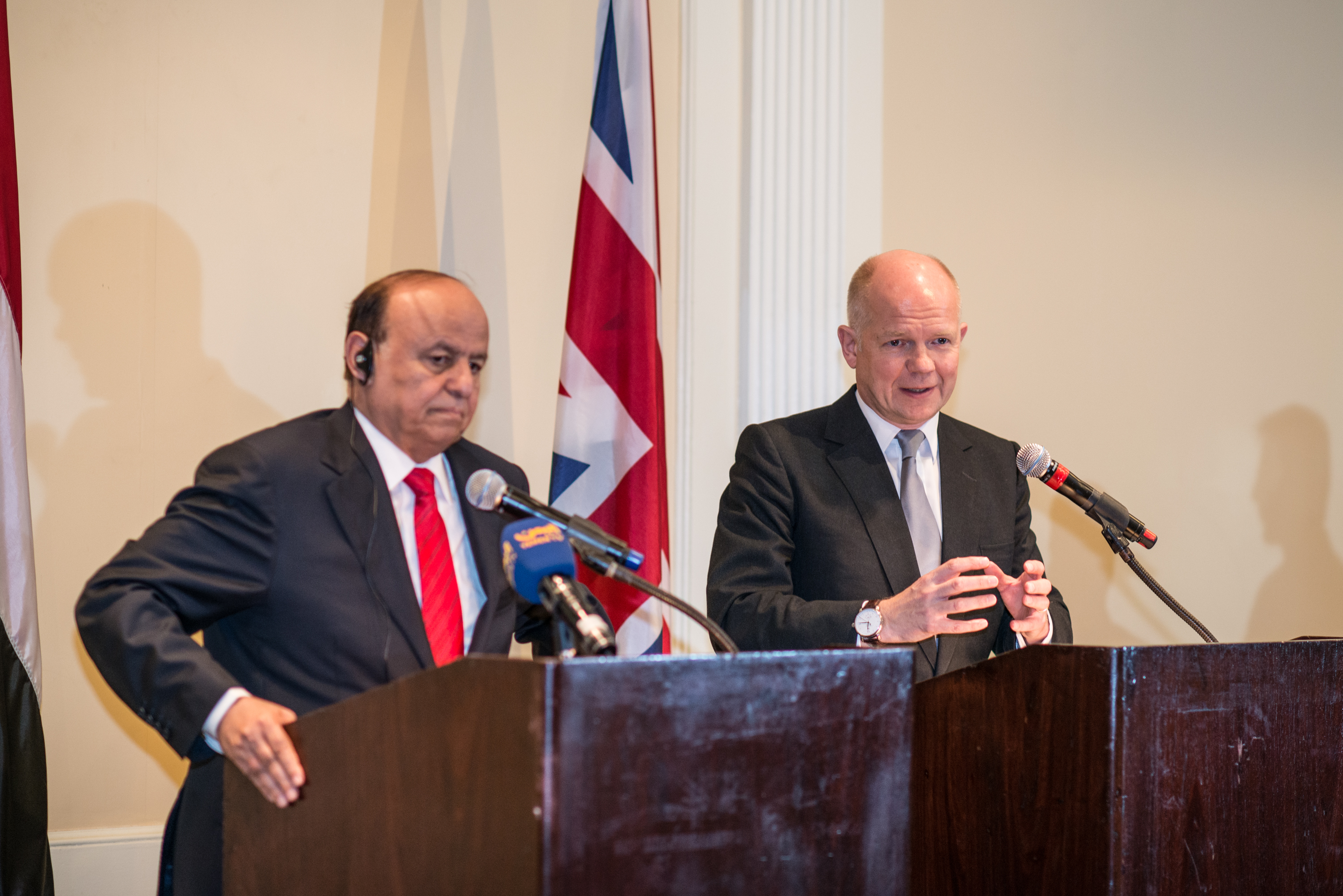
Abd Rabbuh Mansur Hadi i William Hague, 27 września 2012

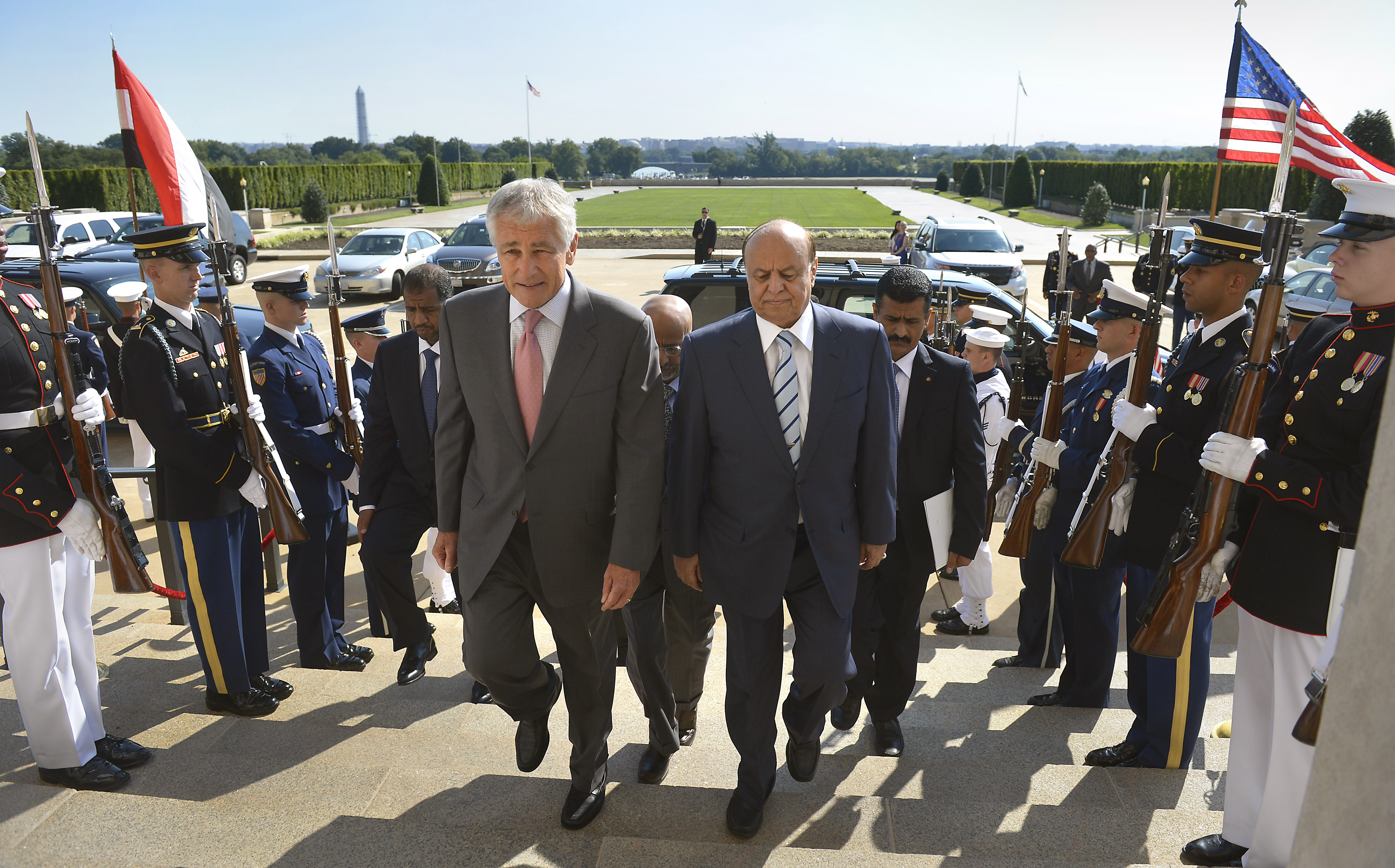
Abd Rabbuh Mansur Hadi podczas spotkania z Chuckiem Hagelem, 30 lipca 2013

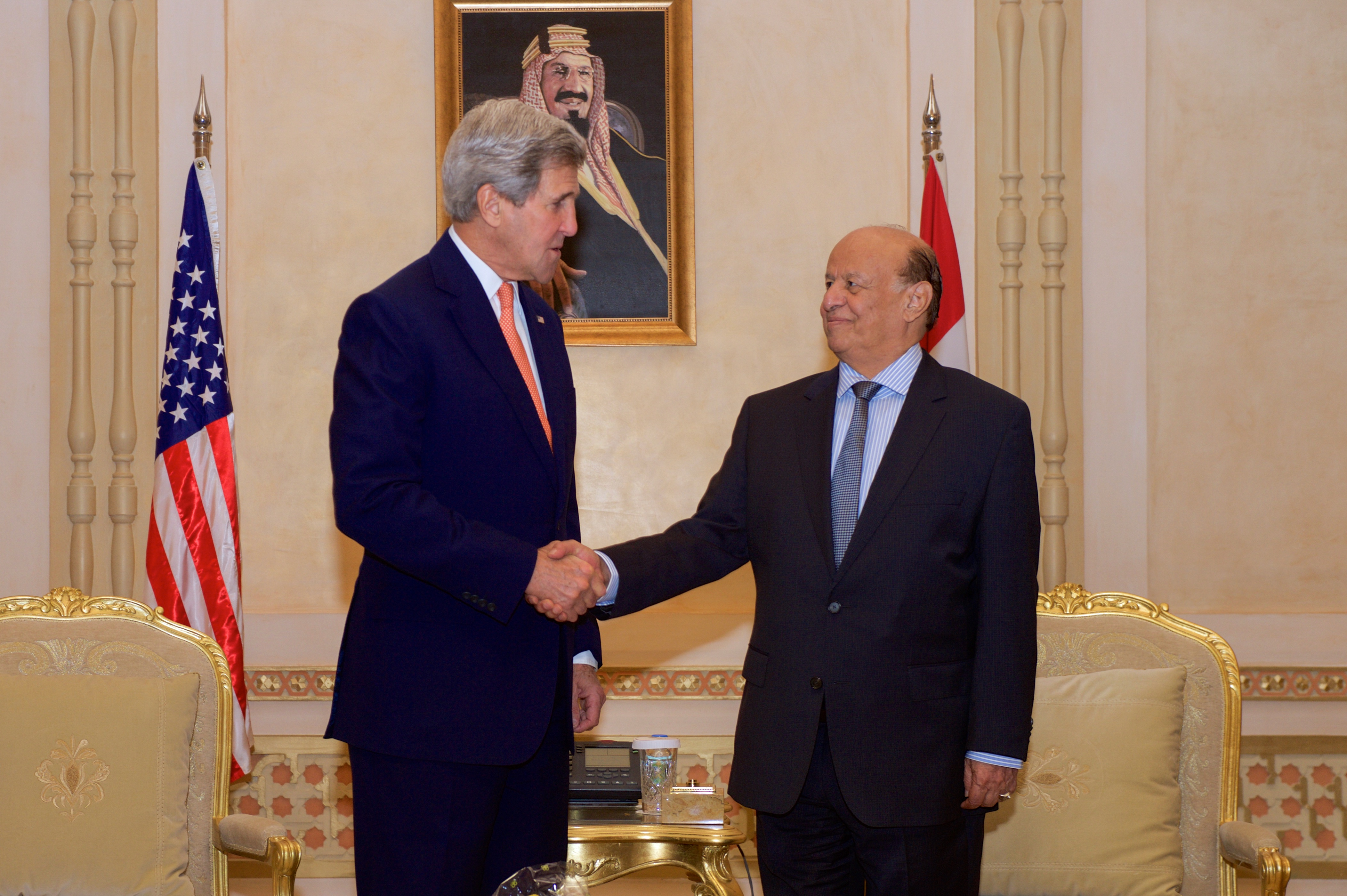
Przebywający na uchodźstwie prezydent Abd Rabbuh Mansur Hadi i sekretarz stanu USA John Kerry podczas spotkania w Rijadzie, 7 maja 2015

Abd Rabbuh Mansur Hadi (arab. ‏عبد ربه منصور هادي‎, ur. 1 września 1945 w prowincji Abjan) – jemeński polityk i wojskowy, wiceprezydent Jemenu w latach 1994–2012, dwukrotnie pełniący obowiązki głowy państwa w zastępstwie prezydenta Alego Abd Allaha Saliha (od 4 czerwca do 23 września 2011, od 23 listopada 2011 do 25 lutego 2012), w latach 2012–2022 prezydent Jemenu.

## Życiorys
Abd Rabbuh Mansur Hadi urodził się w 1945 w miejscowości Zakin w prowincji Abjan, w ówczesnym Protektoracie Adeńskim. Po rozpoczęciu służby wojskowej kształcił się w zakresie taktyki w Wielkiej Brytanii. Po uzyskaniu niezależności przez Jemen, przez cztery lata przebywał na szkoleniu wojskowym w ZSRR. W 1994 przez krótki okres zajmował stanowisko ministra obrony.
W armii uzyskał stopień generała dywizji. 3 października 1994 objął urząd wiceprezydenta Jemenu u boku prezydenta Alego Abd Allaha Saliha. Jest członkiem prezydenckiej partii Generalny Kongres Ludowy.

### Plan transferu władzy w ręce wiceprezydenta
Pod koniec stycznia 2011 w Jemenie doszło do wybuchu masowych protestów przeciwko polityce prezydenta Saliha. Demonstracje przybrały z czasem na sile, a wśród głównych żądań pojawiły się hasła natychmiastowej dymisji prezydenta. W celu zażegnania kryzysu 10 kwietnia 2011 Rada Współpracy Zatoki Perskiej (GCC) przedstawiła plan działań politycznych, który zakładał rezygnację Saliha na rzecz wiceprezydenta Mansura Hadiego oraz gwarantował prezydentowi immunitet sądowy. Prezydent Salih zaakceptował propozycję, natomiast opozycja skupiona w koalicji Wspólny Front odrzuciła ją ze względu na brak ram czasowych jego rezygnacji i możliwości uniknięcia przez Saliha odpowiedzialności za swoje działania z czasów sprawowania władzy.
21 kwietnia 2011 Rada Współpracy Zatoki Perskiej zaproponowała nowe, bardziej skonkretyzowane porozumienie polityczne, przewidujące ustąpienie Saliha na rzecz wiceprezydenta Mansura Hadiego w ciągu 30 dni od dnia podpisania porozumienia oraz utworzenie wspólnego rządu jedności narodowej złożonego z przedstawicieli partii rządzącej i partii opozycyjnych na czele z premierem wywodzącym się z tych drugich. Plan zakładał przeprowadzenie wyborów prezydenckich w ciągu 2 miesięcy oraz gwarantował immunitet sądowy ustępującemu prezydentowi Salihowi. Prezydent zaakceptował propozycję. Opozycja, choć początkowo przeciwna, ostatecznie również poparła warunki porozumienia po otrzymaniu gwarancji wypełnienia porozumienia ze strony państw Rady Współpracy Zatoki Perskiej, Stanów Zjednoczonych i państw europejskich.
30 kwietnia 2011, w dzień planowanego podpisania porozumienia, nie doszło ostatecznie do jego zawarcia po tym, jak prezydent Salih, stwierdził, że może podpisać je wyłącznie jako przewodniczący Powszechnego Kongresu Ludowego, a nie jako prezydent kraju, co opozycja uznała za złamanie uzgodnionych warunków. 22 maja 2011 Salih ponownie odmówił podpisania porozumienia, podając jako przyczynę nieobecność liderów opozycji, którzy podpisali plan dzień wcześniej. Ostatecznie plan nie został zrealizowany, a wiceprezydent Hadi nie przejął w oparciu o niego władzy.

### Przejęcie obowiązków prezydenta
Abd Rabbuh Mansur Hadi przejął obowiązki prezydenta Jemenu dopiero 4 czerwca 2011, gdy prezydent Salih udał się do Arabii Saudyjskiej na leczenie po tym, jak został ranny w czasie zamachu bombowego na pałac prezydencki poprzedniego dnia. W wyniku wybuchu Salih doznał poparzeń ciała, a w jego klatce piersiowej utknął odłamek granatu. Otoczenie i współpracownicy prezydenta zadeklarowali, że nieobecność głowy państwa jest tymczasowa, a po zakończeniu leczenia powróci on do kraju. Hadi pełnił obowiązki prezydenta do 23 września 2011, kiedy do Jemenu powrócił Ali Abd Allah Salih.
23 listopada 2011 prezydent Salih podpisał w Rijadzie porozumienie pokojowe wynegocjowane przez Radę Współpracy Zatoki Perskiej, na mocy którego zrzekł się władzy w zamian za objęcie go immunitetem sądowym. Zachował tylko honorowy tytuł prezydenta na okres 90 dni, a całą władzę wykonawczą przekazał w ręce wiceprezydenta. Dokument podpisany także przez opozycję gwarantował powołanie rządu jedności narodowej na czele z premierem wywodzącym się z szeregów opozycyjnych oraz zorganizowanie wyborów prezydenckich w ciągu 90 dni z Hadim jako jedynym kandydatem, potwierdzających jego mandat społeczny. Ukonstytuowane w ten sposób władze miały w ciągu dwóch lat opracować projekt nowej konstytucji i przeprowadzić wybory parlamentarne i prezydenckie. 26 listopada 2011 Hadi wyznaczył datę wyborów prezydenckich na 21 lutego 2012.

### Zaprzysiężenie na stanowisku prezydenta
Zgodnie z planem wynegocjowanym przez GCC, 21 lutego 2012 w Jemenie odbyły się wybory prezydenckie, w których jedynym kandydatem był Hadi. Przy frekwencji wyborczej wynoszącej 66%, zdobył on 99,8% głosów. 25 lutego 2012 został zaprzysiężony na stanowisku nowego prezydenta Jemenu. Nowy prezydent w swoim przemówieniu zobowiązał się do utrzymania jedności kraju, niepodległości i integralności terytorialnej. Zadeklarował otwarcie się na dialog ze wszystkimi opcjami politycznymi, co na celu miało poprawę bezpieczeństwa wewnętrznego i odbudowę gospodarki. Zaapelował do obywateli o zjednoczenie i nowe otwarcie na rzecz Jemenu. Obiecał repatriację uchodźców, zmuszonych do opuszczenia kraju z powodu walk. Zapowiedział kontynuację kampanii antyterrorystycznej przeciwko al-Kaidzie na południu Jemenu.
27 lutego 2012 w pałacu prezydenckim odbyła się uroczysta ceremonia, podczas której Ali Abd Allah Salih, przekazał władzę nowo zaprzysiężonemu prezydentowi. Hadi objął władzę na czas dwuletniej kadencji, po której zaplanowano organizację nowych wyborów parlamentarnych i prezydenckich.
W marcu 2013 rozpoczęły się rozmowy na rzecz narodowego dialogu. Północna część kraju i prezydent Hadi forsowali federalny model państwa, podczas gdy separatyści z Południa żądali powołania konfederacji. 21 stycznia 2014 Narodowe Forum Dialogu przedłużyło kadencję Hadiego o rok oraz zatwierdziło federalizm. Hadi będzie nadzorować proces pokojowy w kraju, przekształcenie Jemenu w państwo federalne i tworzenie nowej konstytucji. Federacja Jemenu ma się składać z sześciu regionów (na północy Azal, Saba, Janad i Tahama oraz na południu Aden i Hadramaut). Stolica będzie posiadał specjalny status administracyjny. Prezydent Hadi może dokonywać również zmian w składzie rządu oraz Szury, wyższej izby parlamentu. Czynności te mają służyć konsolidacji kraju po rządach Saliha i wywrotowej działalności Al-Ka’idy Półwyspu Arabskiego na terenie Jemenu.

### Zamach stanu iwojna domowa
19 sierpnia 2014 rebelianci z ruchu Huti rozpoczęli ogólnokrajową ofensywę w sprzeciwie wobec polityki wewnętrznej władz kraju. W związku z przewidywanymi protestami i walkami, 21 września 2014 premier Muhammad Basindawa podał swój rząd do dymisji. 9 listopada 2014 prezydent Hadi powołał nowy rząd, na którego czele stanął bezpartyjny dyplomata Chalid Bahah. Posunięcie to jednak nie uspokoiło antyrządowych nastrojów i poszerzającej się rebelii. W styczniu 2015, mimo prób pokojowego załagodzenia konfliktu bojówki Huti rozpoczęły atak na stolicę kraju - Sanę. 19 stycznia 2015 premier Chalid Bahah padł ofiarą nieudanego zamachu na swoje życie, gdy opuszczał budynek rządowy po spotkaniu z prezydentem. Następnego dnia bojówki zaatakowały i zdobyły pałac prezydencki, co było odczytywane jako początek zamachu stanu. Prezydent Abd Rabbuh Mansur Hadi ukrył się w swoim prywatnym domu na przedmieściach, który został wkrótce otoczony, a szef państwa pojmany. Doszło do krótkotrwałych rozmów między władzami a dowódcami szyickich bojówek, na podstawie których 22 stycznia 2015 prezydent Hadi podał się do dymisji z funkcji głowy państwa. Tego samego dnia ustąpił cały rząd Chalida Bahaha. Zgodnie z jemeńską konstytucją, obowiązki głowy państwa powinien był przejąć przewodniczący Izby Reprezentantów Jahja al-Ra'i, jednak parlament zadecydował, że prezydent powinien kontynuować sprawowanie urzędu do 22 kwietnia 2015, przy czym postanowienie to nie weszło w życie. 6 lutego 2015 rebelianci z ruchu Huti w telewizyjnym wystąpieniu ogłosili formalne przejęcie władzy w kraju i rozwiązanie parlamentu. Ogłoszono, że kompetencje Izby Reprezentantów przejmuje Rada Rewolucyjna, która na przestrzeni tygodni wybierze Radę Prezydencką - kolegialną głowę państwa. Społeczność międzynarodowa natomiast nie uznała Rady Rewolucyjnej jako prawowitego rządu kraju. Wkrótce później prezydent opuścił stolicę i udał się na wschód Jemenu - obszar kontrolowany przez siły rządowe. W marcu 2015 międzynarodowa koalicja pod przywództwem Arabii Saudyjskiej (Bahrajn, Bangladesz, Egipt, Jordania, Katar, Kuwejt, Maroko, Senegal, Sudan i Zjednoczone Emiraty Arabskie) rozpoczęła zbrojną interwencję w tym kraju, mającą na celu obalenie ruchu Huti i zwrócenie pełnej władzy nad krajem rządowi i prezydentowi. 13 kwietnia 2015 prezydent Abd Rabbuh Mansur Hadi powołał Chalida Bahaha na urząd wiceprezydenta Jemenu.
7 kwietnia 2022 ogłosił rezygnację z urzędu prezydenta Jemenu i przekazanie swoich uprawnień nowo utworzonej ośmioosobowej Radzie Przywództwa Prezydenckiego, której przewodniczącym został Raszad al-Alimi.